# سولاكوفا كولا
سولاكوفا كولا (بالسيريلية Солакова Кула) هي قرية في البوسنة والهرسك. وهي تقع في بلدية كونييتش التابعة لكانتون الهرسك-نيريتفا في اتحاد البوسنة والهرسك. طبقا لنتائج تعداد البوسنة عام 2013 فقد كان عدد سكانها 42 نسمة.

## التركيبة السكانية

### التطور التاريخي للسكان
| 1961 | 1971 | 1981 | 1991 | 2013 |
| ---- | ---- | ---- | ---- | ---- |
| 226  | 236  | 228  | 186  | 42   |

### المجتمع المحلي
في عام 1991 كان المجتمع المحلي للقرية يتألف من 671 نسمة وهم موزعون على النحو التالي:

## وصلات خارجية
- Maplandia (بالإنجليزية)